# Зверь с холодной кровью
«Зверь с холодной кровью» (итал. La bestia uccide a sangue freddo) — итальянский фильм 1971 года в жанре джалло с элементами эротики и фильма ужасов. Картина рассказывает историю богатых пациенток с нервными расстройствами, которые находятся на лечении в дорогом пансионе, где орудует маньяк-убийца, использующий средневековое оружие.

## Сюжет
В дорогой психиатрической клинике для обеспеченных пациенток, расположенной в старом замке, происходит цикл жестоких убийств. Некто в чёрной одежде и маске расправляется с несчастными женщинами самыми разными, но всегда жестокими средствами: ножом, арбалетом, мечом. Постепенно маньяк переключается на персонал: он отрезал косой голову медсестре, садистски расправился с шофером клиники, толкнув его в старинную пыточную машину, вероятно, оставшуюся в замке с древних времен.
Параллельно с этим в лечебнице происходят регулярные сексуальные контакты между самыми разными персонажами, иногда откровенно извращенные.
Полиция найти убийцу не в состоянии. Главный врач Франсис Клей (Клаус Кински) хочет помочь детективам, но сам находится у них под постоянным подозрением. Он не сообщил о первом убийстве, заботясь о репутации заведения.
Наконец, полиция и врачи решают изолировать оставшихся в живых пациенток и персонал в отдельной комнате, при этом использовать одну из наиболее привлекательных женщин — Шерил Хьюм (Маргарет Ли), в качестве «живой приманки». Преступник раскрывает эти планы и, вопреки ожиданиям полиции, идёт не палату Шерил, а в комнату, где скрываются оставшиеся женщины. За несколько мгновений он буквально вырезает несчастных. В комнату врываются детективы и убивают его. «Безумцем» оказывается муж Ширил Хьюм, который в действительности составил хладнокровный план убийства своей жены, сокрыв это преступление под видом действий серийного маньяка.

## В ролях
- Клаус Кински — доктор Фрэнсис Клей
- Маргарет Ли — Шерил Хьюм
- Розальба Нери — Анна Пальмиери
- Джейн Гаррет — Мара
- Джон Карлсен — профессор Остерман
- Джойя Дезидери — Рут
- Джон Элиа — садовник
- Фернандо Черулли — Аугусто
- Сандро Росси — полицейский

## Релизы
Фильм был выпущен в прокат США компаниями Hallmark Releasing и American International Pictures в 1972 году под названиями «Slaughter Hotel» (Резня в отеле) и «Asylum Erotica» (Прибежище эротики), где он демонстрировался вместе с другими фильмами данной категории, такими как «Кровавый залив» и «Не заглядывайте в подвал». Во Франции версия была выпущена под названием «Les insatisfaites poupées érotiques du docteur Hitchcock» (Неудовлетворенные эротические куклы доктора Хичкока) и содержала ещё более откровенные сексуальные сцены.

## Отзывы критиков
Обозреватель Роберт Фиршинг в рецензии для «The New York Times» назвал фильм «крайне болезненным, изобилующим наготой и насилием». Особенно его возмутила рекламная кампания, указывающая на сходство маньяка из этой картины с преступлениями реального массового убийцы Ричарда Спека (который, к тому же, убивал медсестёр, а не пациентов).